# Йосип Броз Тіто
Йосип Броз (хорв. Josip Broz, партійний псевдонім Тіто (хорв. Tito); 7 травня 1892, Кумровець, Королівство Хорватія і Славонія, Австро-Угорщина — 4 травня 1980, Любляна, Соціалістична Республіка Словенія, СФРЮ) — югославський комуністичний революціонер, політик, державний та військовий діяч, лідер Югославії з кінця Другої світової війни до своєї смерті (1945—1980), Президент Югославії (1953—1980), маршал (1943). Учасник Першої та Другої світової війн, лідер югославських партизанів.

## Біографія

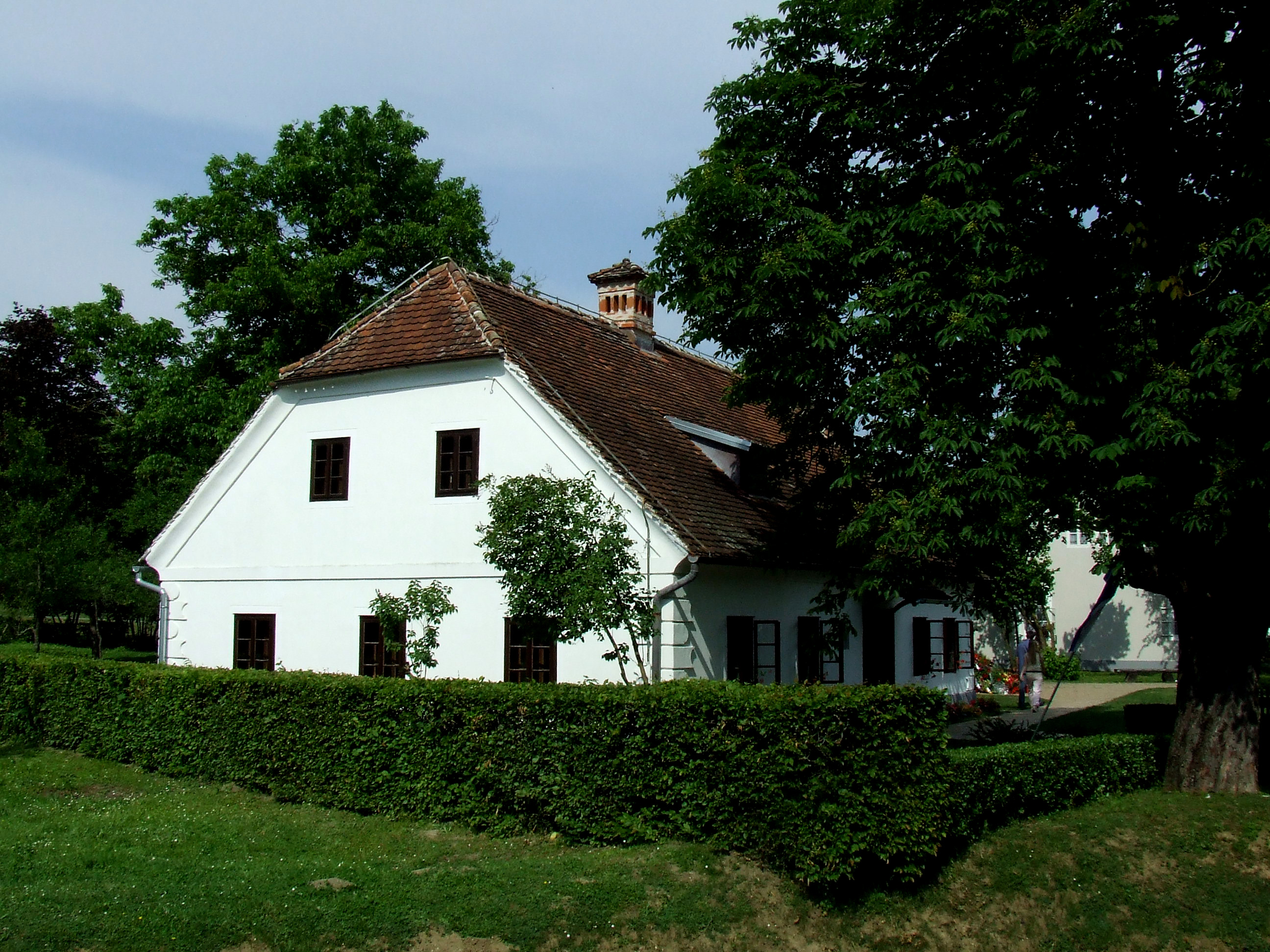
Будинок, у якому народився Йосип Броз (пізніше Тіто)

Йосип Броз народився 7 травня 1892 року в селі Кумровець у Хорватії в бідній селянській сім'ї (він був сьомим з п'ятнадцяти дітей). Батько Франц Броз був хорватом, мати — словенкою. Батько розорився, і вже з 14-ти років хлопчику довелося самому заробляти собі на життя. Був учнем у ресторані, слюсарем, потім — кваліфікованим механіком у Загребі та Любляні; довелося працювати на заводах Чехії («Шкода»), Німеччини та Австрії. Наприкінці 1913 року молодого Йосипа, котрий уже став соціал-демократом, призвали до австрійської армії (Хорватія тоді була частиною Австро-Угорської імперії), а через півроку розпочалася Перша світова війна.
4 квітня 1915 року взводний командир Йосип Броз під час відбиття російського прориву на Дністрі біля с. Миткеу (Буковина, нині с. Митків (Заставнівський район)) був важко поранений і потрапив до російського полону. Там, дивом виживши після висипного тифу та запалення легень, у таборі для військовополонених вступив у контакт із робітниками-більшовиками й став швидко засвоювати їхні ідеї. Йосип просидів у таборі до 1917 року. Потім — робота (головним чином підпільна) на Путиловському заводі в Петрограді, служба в інтерзагоні Червоної гвардії (Омськ), партизанська боротьба з Колчаком, одруження з 15-річною російською дівчиною Пелагеєю Білоусовою. На той час став переконаним комуністом. У Югославію Йосип Броз повернувся з дружиною та дитиною наприкінці 1920 року, не заставши живими майже нікого з рідних.
Відсидівши шість років у загребській в'язниці, Броз як «більшовик-пролетар» входить 1934 р. до складу ЦК КПЮ, потім — до Політбюро.
1935 року для роботи в Комінтерні отримав партійний псевдонім Фрідріх Вальтер. Працював у Парижі, куди прибув у серпні 1937. На той час був організаційним секретарем ЦК. Там дізнався про арешт у Москві Горкича. На кілька його запитів до Комінтерну про долю Горкича відповіді не отримав. 24 серпня 1938 року прибув до Москви, де знаходився під постійним наглядом НКВС. Було прийнято рішення заарештувати Тіто. Справа його розглядалася Інтернаціональною контрольною комісією Комінтерну, його звинуватили у «троцькізмі» та у «серйозних політичних помилках» при перекладі сербською мовою «Короткого курсу історії ВКП(б)» Й. Сталіна. У ці ночі у готелі «Люкс», де Тіто очікував на арешт і де у той час арештовували інших працівників Комінтерну, за його свідченням, у нього з'явилася перша сивина. «За те, що мене не заарештували, я повинен бути вдячним Димитрову. Він мені довіряв і вважав, що керівництво партією повинен очолити я»,— говорив Тіто слухачам політичної школи Союзу комуністів Югославії 1977 року.
Новим важким моментом вибору для Й. Броза (від 1934 р. він підписувався партійним псевдонімом Тіто) стали жорстокі репресії, яких 1937 р. зазнало керівництво ЦК КП Югославії в Москві: Генсека ЦК М. Горкича і чималу частину ЦК було звинувачено у шпигунстві та розстріляно. Тіто також звинувачували то у шкідництві, то у фракційності. Після хвилі «сталінських чисток» викликаний до Москви Йосип змушений був, щоб урятуватися, дати невтішну характеристику кільком своїм товаришам.
5 січня 1939 року на засіданні Секретаріату ВККІ Тіто доручили сформувати новий ЦК. У березні 1939 р. Й. Броз Тіто нелегально повернувся до Югославії, що стояла на порозі німецької агресії. В СРСР залишилися його 15-місячний син Жарко та друга дружина, німецька комсомолка Люція Бауер. На нараді тимчасового керівництва КПЮ за участі Тіто, Джиласа, Карделя, Ранковича 15 березня у Бохіні (Словенія) під тиском Комінтерну (фактично — ВКП(б)) було прийнято рішення про виключення із партії заарештованих у Москві комуністів, звинувачених у «троцькізмі».

### Друга світова війна

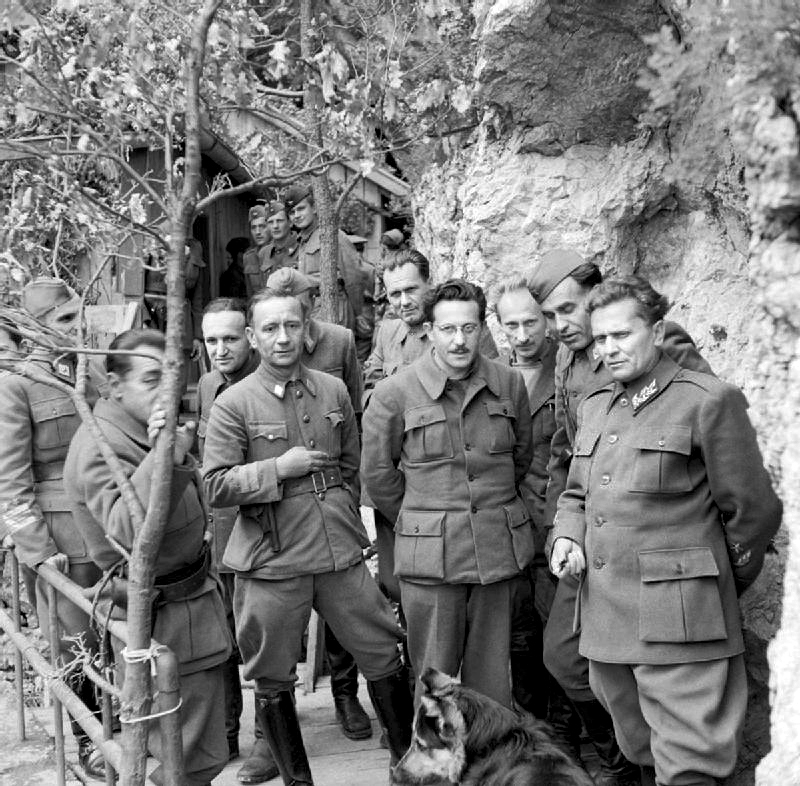
Маршал Тіто (праворуч) у травні 1944

6 квітня 1941 року нацисти вдерлися до Югославії. Протягом 11 днів погано організовану та погано озброєну югославську королівську армію було вщент розгромлено, гітлерівці та їхні союзники окупували всю країну. Югославію було розділено. Косово і частину Македонії приєднали до Албанії, яка на той час стала італійською колонією, решту Македонії — до Болгарії, Воєводину — до Угорщини. Словенію поділили між Німеччиною та Італією, яка отримала також хорватську Далмацію. На решті території Хорватії та Боснії і Герцеговини хорватським націоналістам-усташам дозволили створити маріонеткову «незалежну» державу. Сербію окупували німці.
В історію Другої світової війни Тіто увійшов як командувач югославського партизанського визвольного руху, провідну роль у якому відігравала його партія. Ось цифри, що свідчать про зростання чисельності сил опору: кінець 1941 р. — 80 тис. осіб, кінець 1942 р. — 150 тис., кінець 1943 р. — 320 тис., кінець 1944 р. — 400 тис. Із моменту агресії нацистської Німеччини проти Югославії (квітень 1941 р.) і особливо після нападу на СРСР Й. Тіто та його соратники почали збройну боротьбу проти загарбників. Крім того, доводилося боротися й проти національних збройних формувань, що співпрацювали з німцями: хорватських усташів і сербських четників Драголюба Михайловича, які підпорядковувалися лондонському югославському королівському урядові в еміграції. Вони «збирали сили» для збройного виступу проти німців у «слушний момент», але тим часом воювали з повстанцями-комуністами. Варто відзначити, що югославські партизани і четники деякий час діяли спільно, але потім дружба змінилася взаємною ідеологічною ненавистю, в результаті Тіто і Михайлович стали заклятими ворогами.
СРСР, так само як і Велика Британія разом зі США, визнавав єдиним законним представництвом Югославії королівський уряд у Лондоні, а крім того просто технічно не міг ні в 1941-му, ні в 1942-му, ні навіть у 1943 році надати хоч якусь матеріальну підтримку повстанцям-комуністам на Балканах. Англійці ж аж до 1943 року підтримували з Єгипту виключно четників Михайловича. І попри це Тіто вдалося створити справжню партизанську армію. Ця армія відтягнула на себе десятки дивізій Німеччини та її союзників, витримала сім генеральних наступів окупантів. Сам Тіто був 1943 р. тяжко поранений і дивом уцілів.
1942 року Тіто створив прообраз нової влади — Антифашистське віче, а роком пізніше — Національний комітет визволення Югославії, який фактично виконував функції уряду на визволених територіях. Тоді ж віче заборонило Петру II Карагеоргієвичу повертатися в країну після війни.
Після капітуляції фашистської Італії загони югославських партизанів намагалися оволодіти територіями, раніше окупованими італійцями. Югославський уряд в еміграції розірвав свої відносини з Драголюбом Михайловичем і визнав Тіто верховним командувачем. Американці і британці почали надавати свою допомогу НВАЮ, в тому числі і військову, завдаючи авіаційних ударів по об'єктах противника на території Хорватії.
20 жовтня 1944 р. частини югославських партизанів і Червоної Армії увійшли до Белграда, незабаром Югославія була проголошена республікою. На чолі держави став Тіто (шляхом важких переговорів із Рузвельтом, Черчиллем і Сталіном йому вдалося запобігти поверненню до влади короля Павла).
В жовтні 1944 через масові напади червоноармійців на громадян Югославії, зокрема, зафіксували зґвалтування (121) з убивствами жертви (111), 1204 пограбування із завданням тілесних ушкоджень, між ним та Сталіним «пробігла чорна кішка»..
У травні 1945 року була ліквідована Незалежна Держава Хорватія. 15 травня 1945 року югославські партизани, спираючись на підтримку британських військ, завдали поразки останньому великому угрупованню військ противника у Словенії, тим самим завершивши звільнення країни.

## Розрив із Москвою (1948)
Після закінчення війни Сталін вважав, що Тіто, як і лідери інших східноєвропейських країн, буде покірно слідувати у фарватері радянської політики. Хоча б на знак вдячності за звільнення від нацизму. Однак цього не сталося, Тіто не демонстрував ні краплі слухняності.
У лютому 1948 р. Сталін і Молотов відіслали у Белград послання, в якому різко критикували Тіто за «свавілля» (договір із Болгарією та введення дивізії в Албанію без згоди СРСР). Тіто відповів ввічливо, але гідно, що ці кроки були необхідні, хай навіть і без узгодження з Москвою. Наступні сталінські послання були схожими на вироки в стилі 1937 р. Тіто зібрав пленум свого ЦК, де заявив: комуніст не має права любити Москву більше, ніж свою країну. У червні 1948 р. Москва заявила, що Югославія перебуває під владою «вбивць і шпигунів» і закликала «чесних комуністів і патріотів» усунути Тіто.
У 1948—1952 роках велася підготовка до здійснення військового вторгнення в Югославію, у рамках якої СРСР заохочував своїх союзників по соцтабору розбудовувати їхні військові сили. Це особливо стосувалося Угорщини, якій відводилася провідна роль у можливій війні проти Югославії. Однак цим планам завадила спочатку війна в Кореї, а потім смерть Сталіна.
Після смерті Сталіна відносини між Югославією і СРСР почали теплішати і в 1955 році Тіто здійснив офіційний візит до Москви, де був прийнятий Микитою Хрущовим, який вибачався перед ним за політику Сталіна, проте повного порозуміння з СРСР знайти так і не вдалось, на відміну від Китаю, куди у 1977 році він здійснив один з останніх офіційних візитів.

## Правління Югославією (1948—1980)
Тіто шукав свій, югославський шлях до соціалізму. Бачив його в самоврядуванні, створенні «робітничих рад» на підприємствах із гранично широкими правами, різкому ослабленні цензури, «керованому» плюралізмі, «відокремленні партії від влади». В основних рисах ця модель склалася до середини 60-х років і проіснувала до смерті Тіто. У зовнішній політиці Тіто був відомим ідеологом Руху неприєднання, проголосивши рівну віддаленість від США і СРСР. Незалежність країни була для нього дорогою: він пам'ятав про неї і на переговорах із Черчиллем, і коли 1968 року, висловивши протест послу СРСР після введення військ у Чехословаччину, заявив: «Зважте на те, що якщо ви наважитеся на подібний крок проти Югославії, на вас чекає війна тривалістю у 20 і більше років!».
Спроби керівництва СРСР усунути Тіто від влади тривали і в 70-х роках. З відома радянських спецслужб у Києві був створений «ініціативний комітет за відродження Комуністичної партії Югославії», очолюваний Мілетою Перовичем. «Ініціативникам» вдалося встановити контакти із опозиціонерами в самій Югославії — як сталіністами, так і сербськими шовіністами, невдоволеними розширенням прав албанців у Косові. В квітні 1974 року у чорногорському Барі, на квартирі професора з Приштини Броніслава Бошковича відбулися збори, учасники яких оголосили себе «V з'їздом КПЮ». Вони проголосували за зміщення керівництва Союзу комуністів Югославії, а на його місце обрали нове — на чолі з Мілетою Перовичем, який у цей час перебував у Києві.
Югославські спецслужби отримали докази, що організатори «нової КПЮ» діють під патронатом Москви і розпочали арешти по всій країні. Щоправда, без розголосу — лише через півроку, після того як інформація потрапила до «Вашингтон пост», Тіто її підтвердив. У 1977 році його агенти викрали Перовича, що виїхав до Європи, сподіваючись залучити до партії трудових мігрантів поза Югославією. На батьківщині Перовича засудили на 20 років позбавлення волі.
Створена Тіто модель держави та соціалізму, як і його незвичайна доля, досі викликають суперечки, він творець найліберальнішої з усіх моделей соціалізму 60—70-х років, лідер, що зберігав єдність Югославії та її незалежність.
Після виявленого лікарями закупорення вен лівої ноги з небезпекою переходу в гангрену був госпіталізований. Пережив ампутацію обох ніг по черзі. Тіто помер 4 травня 1980 р. у віці 88 років на руках четвертої дружини Йованки Броз (Будиславлєвич, під час II світової — майор НВАЮ) в Люблянській клініці. Перед цим він понад 100 днів перебував у стані коми.
З Тіто прийшли прощатися 700 тисяч людей, 209 державних делегацій із 123 країн, його похорон — наймасштабніша церемонія XX ст.
Керівництво країною після смерті Тіто перейшло до колективного органу з представників союзних республік і автономних країв, який не зміг запобігти міжетнічним конфліктам і політичній кризі, і через 10 років це призвело до розвалу економіки, дезінтеграційних процесів, громадянських воєн і розвалу країни.

## Життєвий стиль
Під час відвідин різних країн світу змушував обслугу записувати рецепти вподобаних страв, які відтворювали кухарі його резиденції на острові Бріуни. Свіже м'ясо північного оленя доставляли з Канади, живих диких качок — з Камбоджі. На Бріунах приймав лідерів іноземних держав, артистів Річарда Бартона, Елізабет Тейлор, Джину Лолобриджиду, Софі Лорен.